# Johannes Leusden

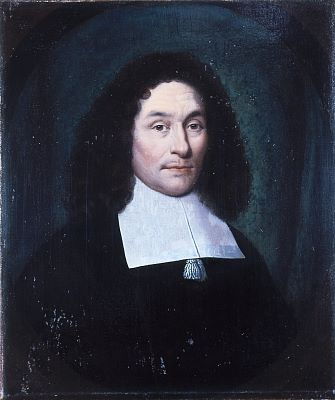
Johannes Leusden

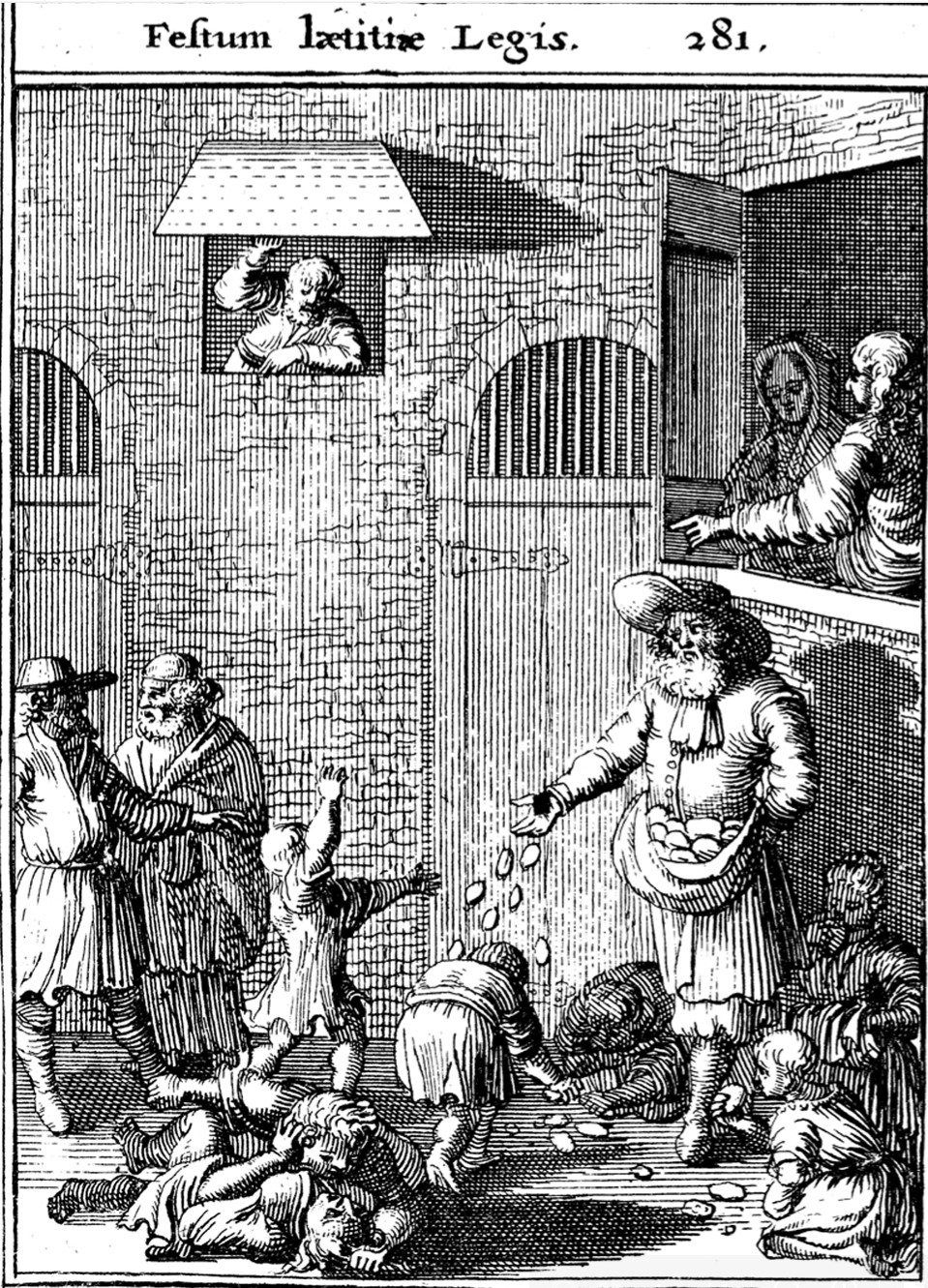
'Koekjes gooien naar de kinderen op Simchat Thora, Philologus Hebræo-Mixtus, 1657.

Johannes Leusden (Utrecht, 26 april 1624 – aldaar, 30 september 1699) was een Nederlands calvinistisch theoloog en oriëntalist. Hij studeerde in Utrecht en Amsterdam en was professor in Hebreeuws in Utrecht.
Leusden was een van de meest vooraanstaande bijbeldeskundigen van zijn tijd en schreef verschillende verhandelingen over de bijbel en de Hebreeuwse filologie (Philologus hebraeus, 1656; Philologus hebraeo-mixtus, 1663; Philologus hebraeo-latino-belgicum, 1668; Philologus hebraeo-graecus, 1670; Korte Hebreusche en Chaldeusche taalkonst, 1686). In 1660 gaf hij samen met de Amsterdamse rabbijn en boekdrukker Joseph Athias zijn Biblia Hebraica uit, de eerste Bijbeluitgave in het Hebreeuws met versnummering.